# Walter Ernsting

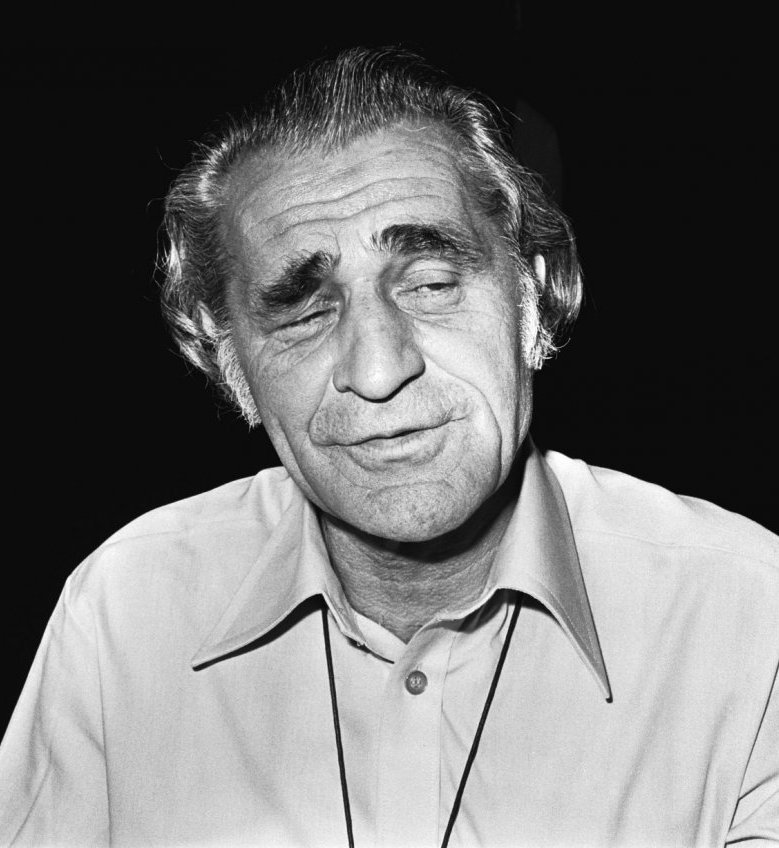
Walter Ernsting (1978)

Walter Ernsting, también conocido por su pseudónimo Clark Darlton (Coblenza, 13 de junio de 1920 - Salzburgo, 15 de enero de 2005) fue un escritor alemán de ciencia ficción.

## Biografía
Walter Ernsting estudió en el Gymnasium y poco después de iniciada la Segunda Guerra Mundial fue llamado a filas. Fue destinado primero a Noruega, y más tarde a la Unión Soviética, donde fue hecho prisionero. Tras ser liberado trabajó desde 1952 como traductor para el Reino Unido. Mientras desempeñaba esta actividad tuvo contacto con las revistas estadounidenses de ciencia ficción. En 1954 empezó a trabajar para Pabel Verlag, que dirigía Utopia Großband. En 1961, Ernsting, junto a su colega K. H. Scheer y otros autores, inició la serie de novelas de Perry Rhodan. En 1981 se mudó a Irlanda (Youghal, Cork), aunque más tarde viajó a Salzburgo, donde vivía su hijo, por motivos de salud.
El asteroide (15265) Ernsting fue nombrado en su honor.
- Datos: Q71309
- Multimedia: Walter Ernsting / Q71309